# Vlajka Samarské oblasti

Vlajka Samarské oblasti
Poměr stran: 2:3

Vlajka Samarské oblasti, jedné z oblastí Ruské federace, je tvořena listem o poměru stran 2:3, se třemi vodorovnými pruhy, červeným, bílým a modrým. Uprostřed listu, přes všechny pruhy, je umístěn znak oblastí, jehož výška je rovná ⅔ šířky vlajky.
Znak oblasti, zobrazující divokého kozla, pochází z roku 1878 a byl schválen v roce 2006.
Barvy vlajky regionu opakují uspořádání barev samarského praporu z roku 1877, historické památky Samary, Ruska a Bulharska. Bílá barva symbolizuje vznešenost a upřímnost, modrá věrnost, poctivost, bezúhonnost a cudnost a červená barva připomínala odvahu, smělost, štědrost a lásku.

## Historie
5. prosince 1936 byla vyčleněna Mordvinská ASSR z Kujbyševského kraje a vznikla Kujbyševská oblast. Hlavním městem byl v letech 1935–1991 Kujbyšev (rusky Ку́йбышев). 25. ledna 1991 byla Kujbyševská oblast přejmenována na Samarskou a hlavní město zpět na Samaru. V sovětské éře oblast neužívala žádné symboly.
V roce 1998 byla zřízena pracovní skupina Administrativy Samarské oblasti pro přípravu zákona o oblastní symbolice, pod vedením Vladimira Semjonoviče Mokrého (Владимир Семёнович Мокрый), vedoucího aparátu Administrativy a zástupce gubernátora. 22. září 1998 schválila oblastní duma, usnesením č. 112, zákon č. 22-GD „O státních symbolech Samarské oblasti“. 13. října 1998 zákon podepsal za gubernátora jeho první náměstek Jurij Michajlovič Logojdo. Zákon nabyl účinnosti 21. října 1998, publikováním v novinách Volžskaja Kommuna č. 188.
Vlajka není zařazena do Státního heraldického rejstříku Ruské federace z důvodu nesouladu s požadavky na oficiální symbol (znak) subjektu federace – je vyžadováno odstranění věnce s azurovou stuhou jako atribut imperiální moci v Ruské říši.

## Vlajka gubernátora Samarské oblasti

Vlajka gubernátora Samarské oblasti Poměr stran: 1:1

## Vlajky samarských rajónů

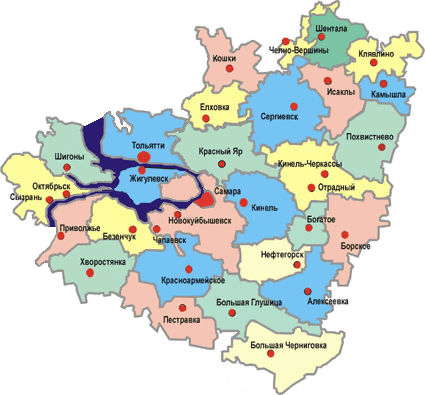
Administrativní členění Samarske oblasti

Od  1. ledna  2016 se Samarská oblast člení na 10 městských okruhů a 27 rajónů.
Města

Samara Poměr stran: 2:3
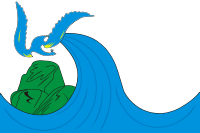
Žiguljovsk Poměr stran: 2:3
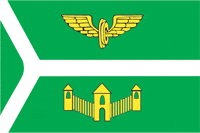
Kiněl Poměr stran: 2:3
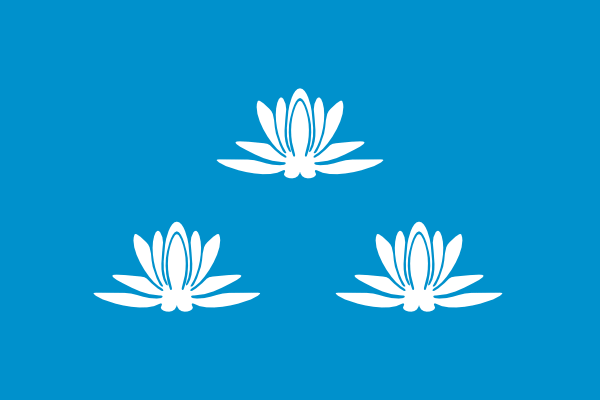
Novokujbyševsk Poměr stran: 2:3
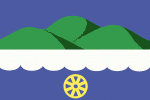
Okťabrsk Poměr stran: 2:3
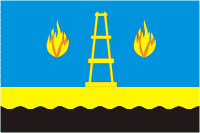
Otradnyj Poměr stran: 2:3
Pochvistněvo Poměr stran: 2:3
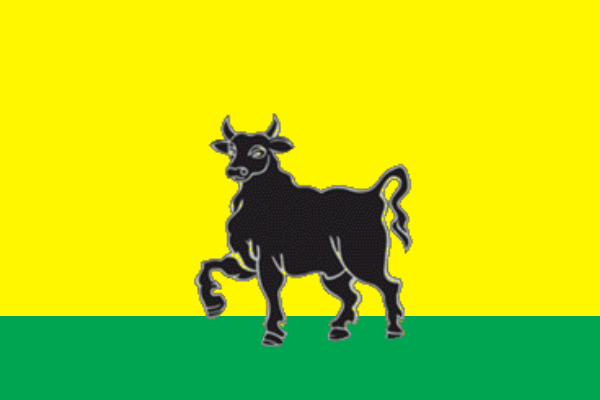
Syzraň Poměr stran: 2:3
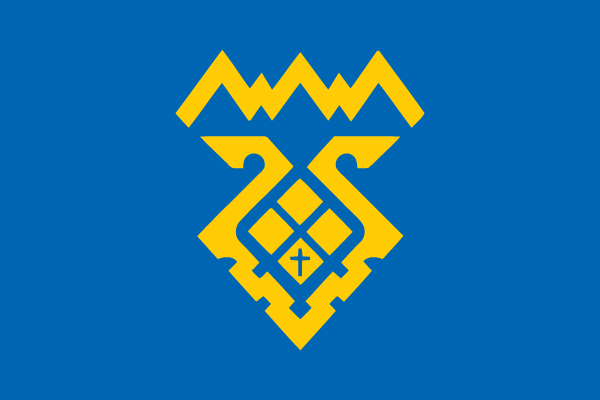
Toljatti Poměr stran: 2:3
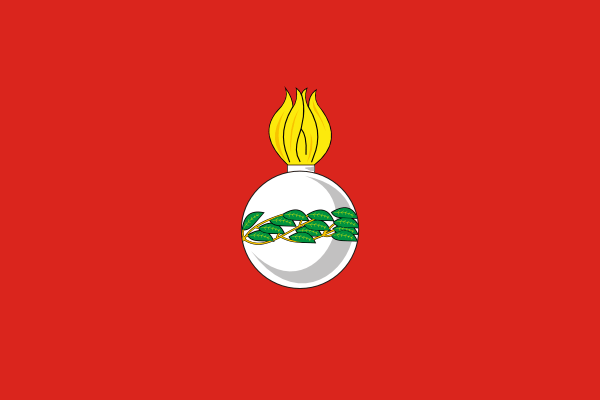
Čapajevsk Poměr stran: 2:3

Rajóny

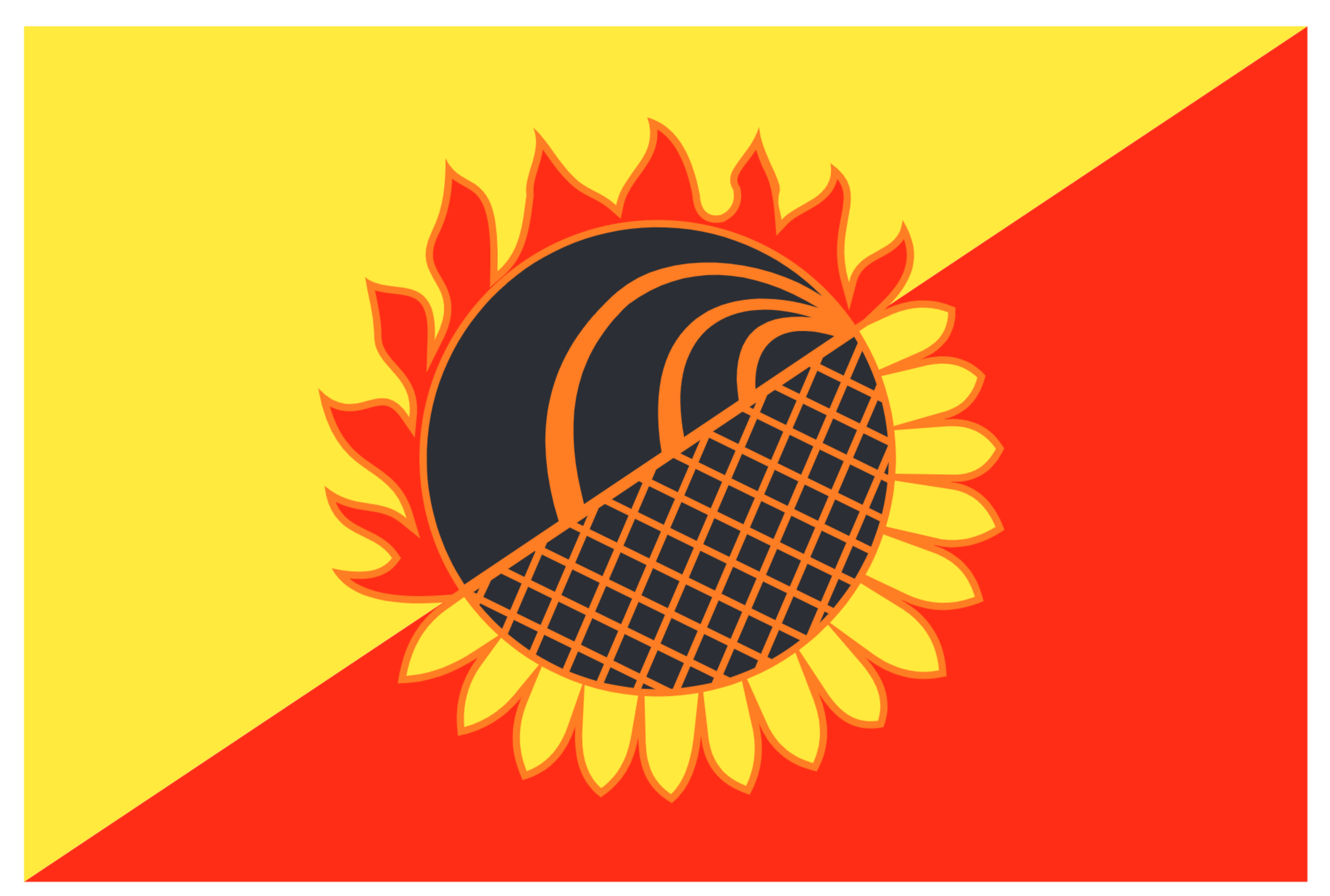
Alexejevský rajón Poměr stran: 2:3
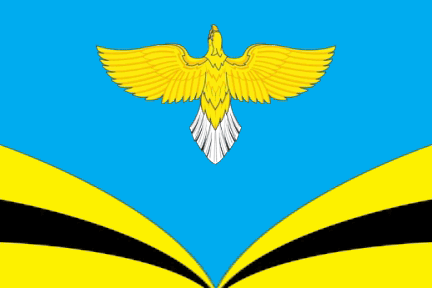
Bezenčukský rajón Poměr stran: 2:3
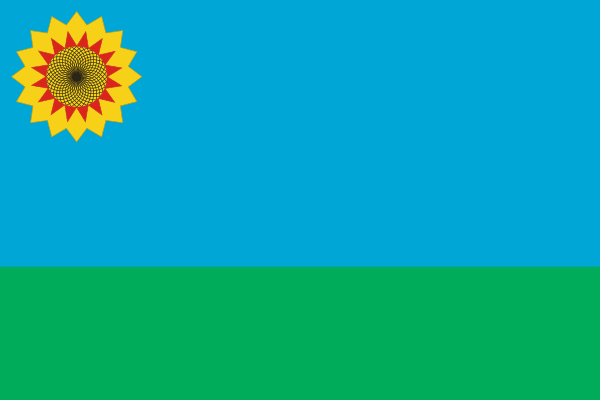
Bogatovský rajón Poměr stran: 2:3
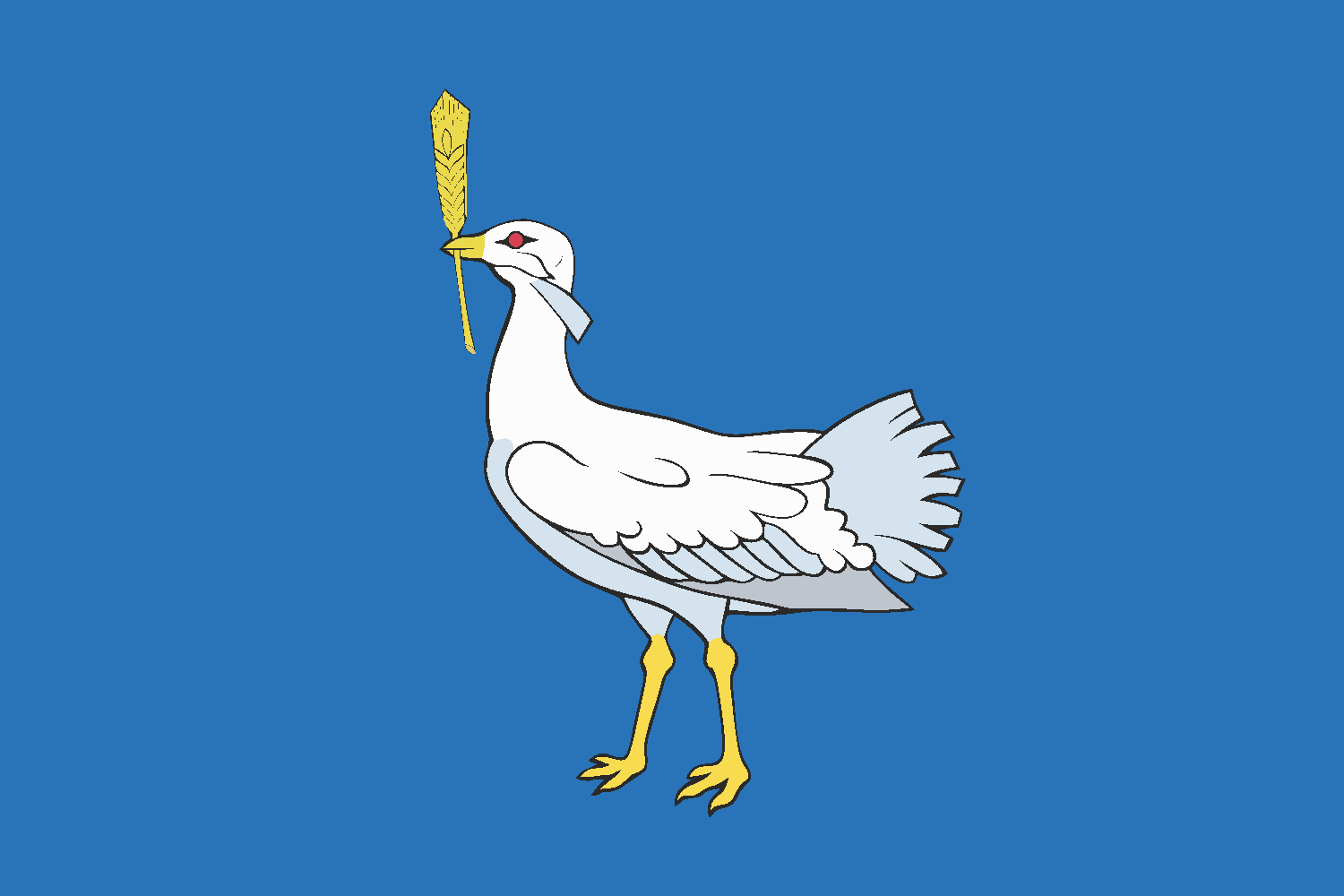
Bolšeglušický rajón Poměr stran: 2:3
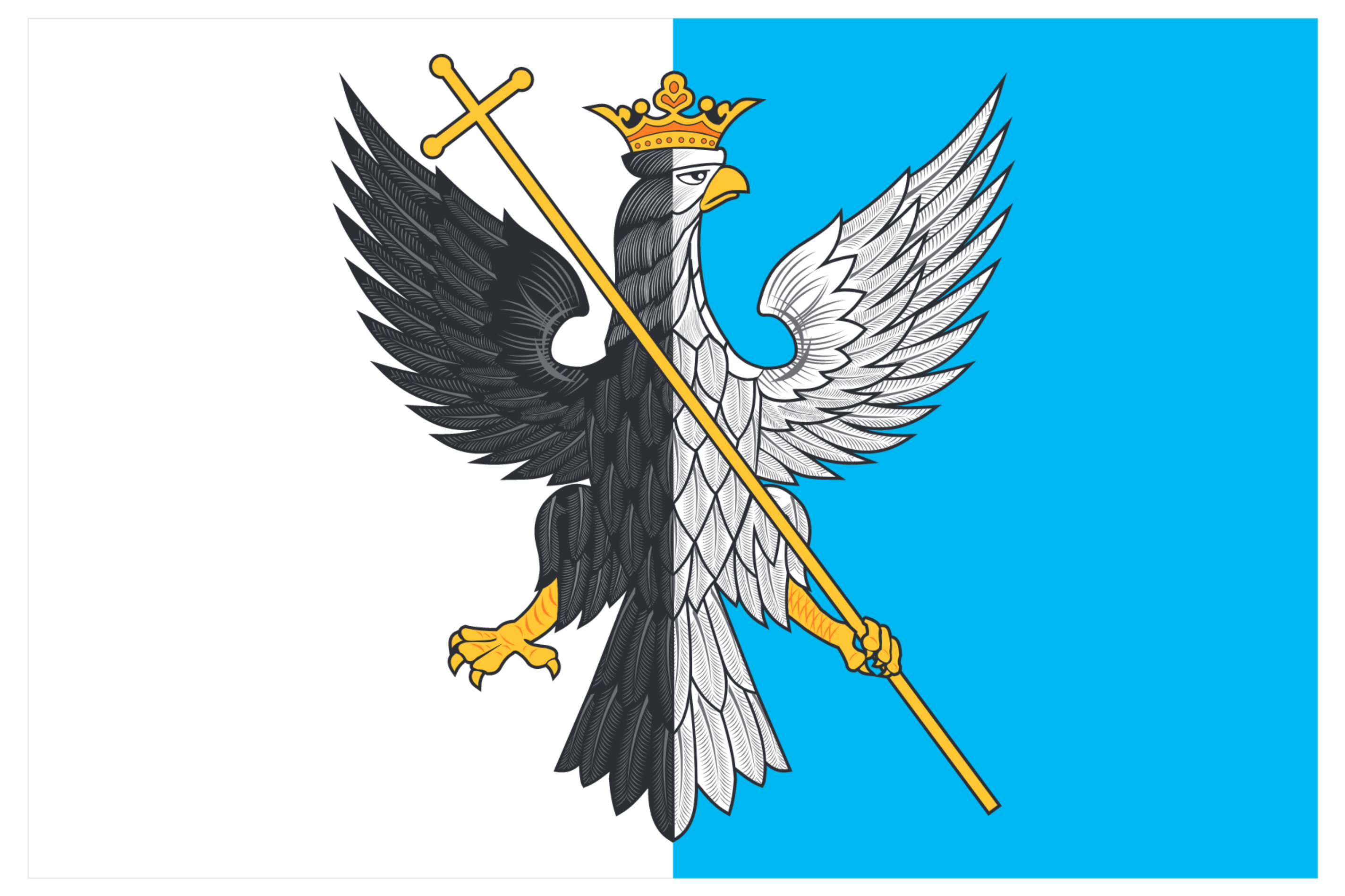
Bolšečernigovský rajón Poměr stran: 2:3
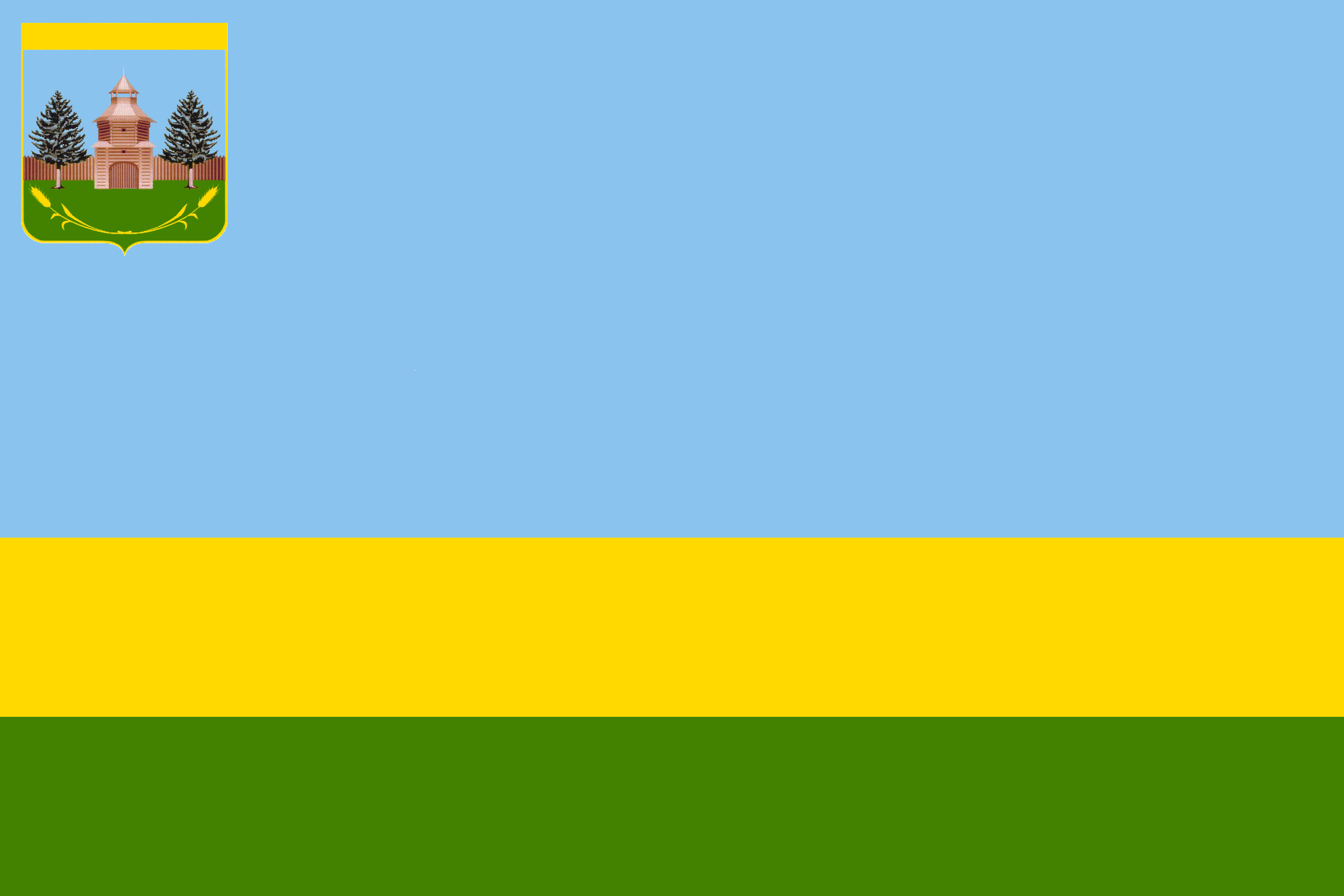
Borský rajón Poměr stran: 2:3
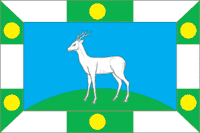
Volžský rajón Poměr stran: 2:3
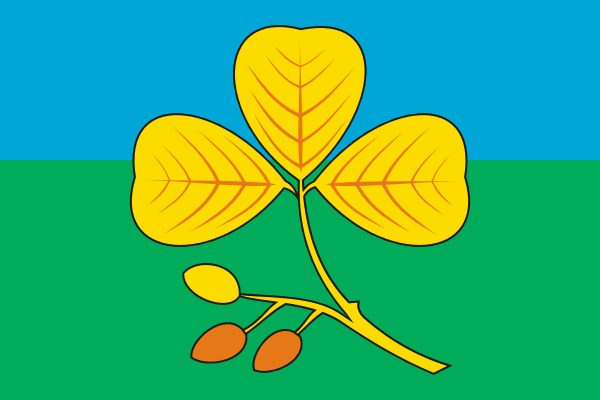
Elchovský rajón Poměr stran: 2:3
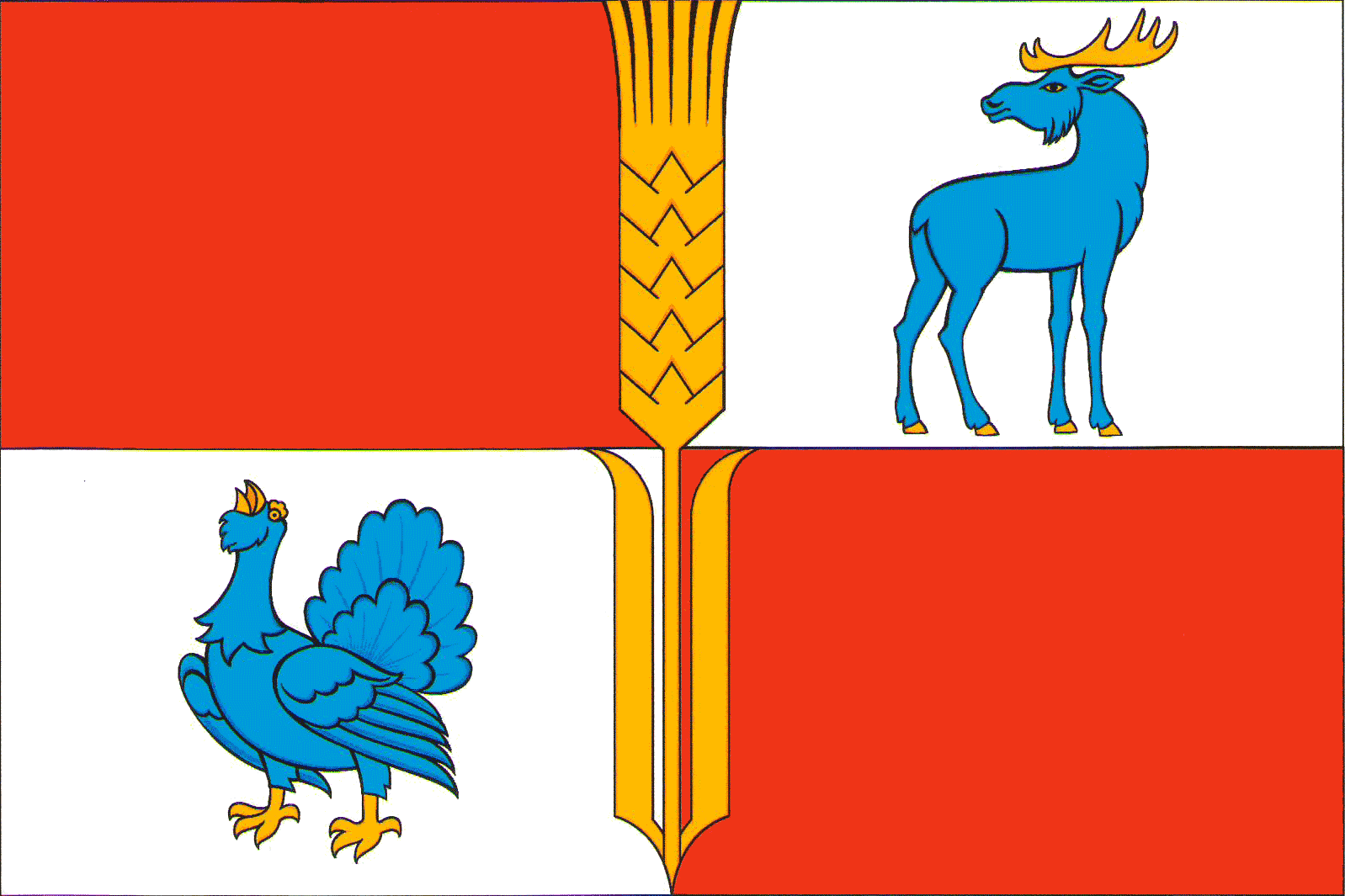
Isaklinský rajón Poměr stran: 2:3
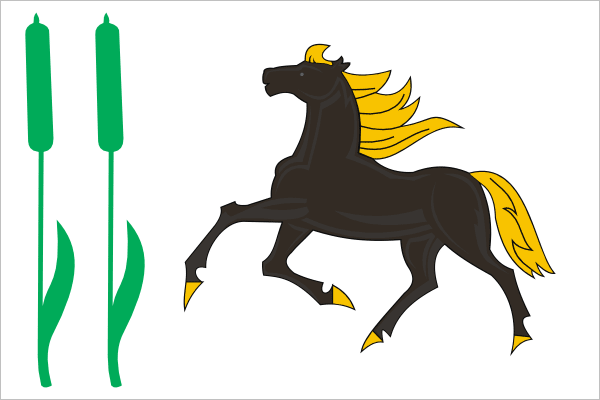
Kamyšlinský rajón Poměr stran: 2:3
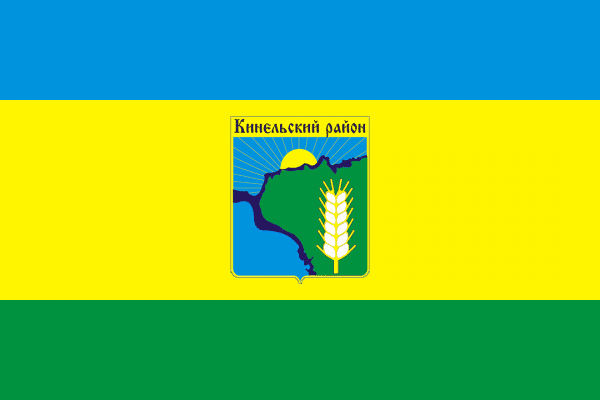
Kinelský rajón Poměr stran: 2:3
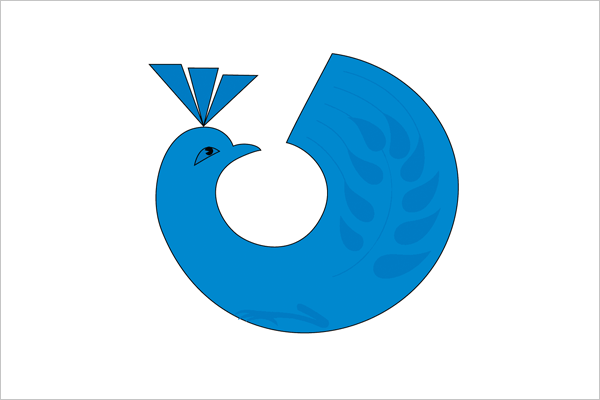
Kinel-Čerkasky rajón Poměr stran: 2:3
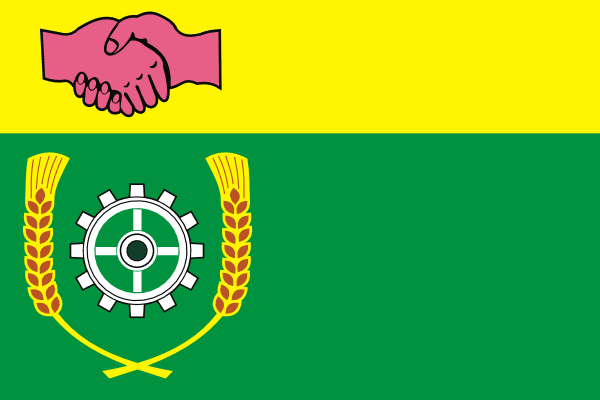
Kljavlinský rajón Poměr stran: 2:3
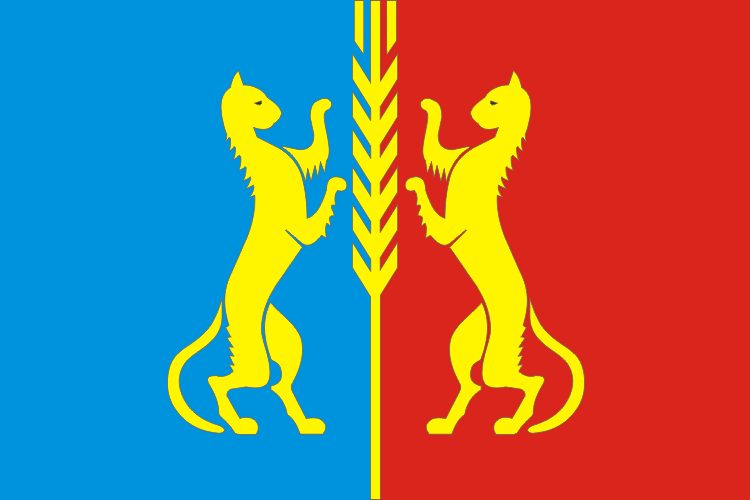
Koškinský rajón Poměr stran: 2:3
Krasnoarmejský rajón
Krasnojarský rajón
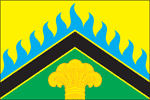
Něftěgorský rajón Poměr stran: 2:3
Pestravský rajón Poměr stran: 2:3
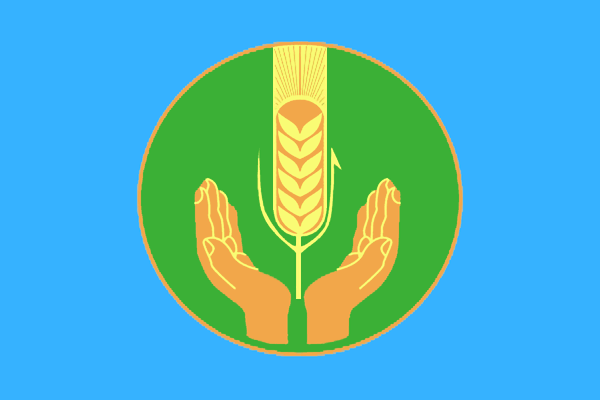
Pochvistněvský rajón Poměr stran: 2:3
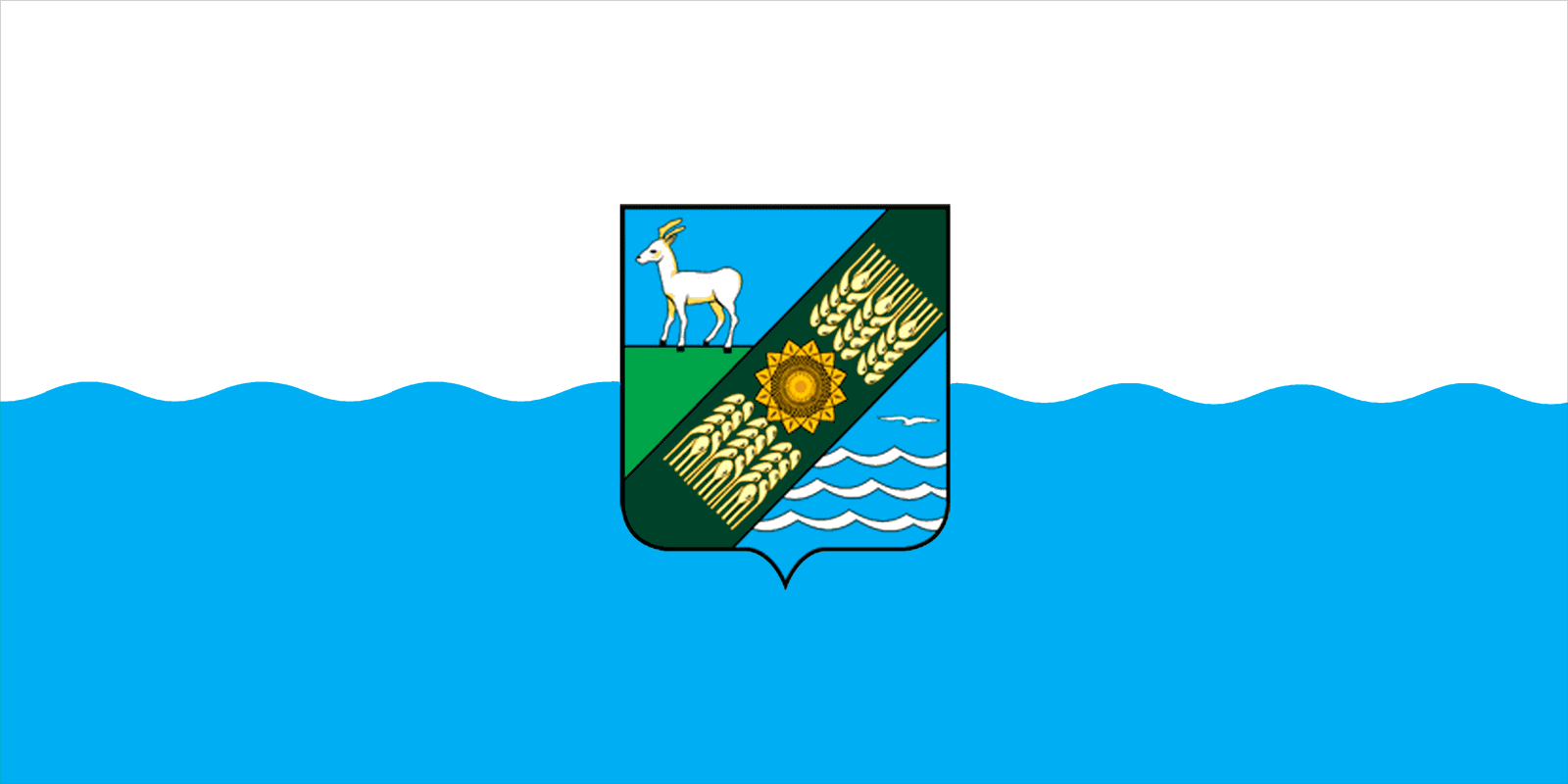
Privolžský rajón Poměr stran: 2:3
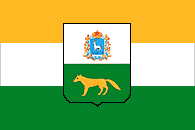
Sergijevský rajón Poměr stran: 2:3
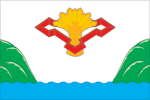
Stavropolský rajón Poměr stran: 2:3
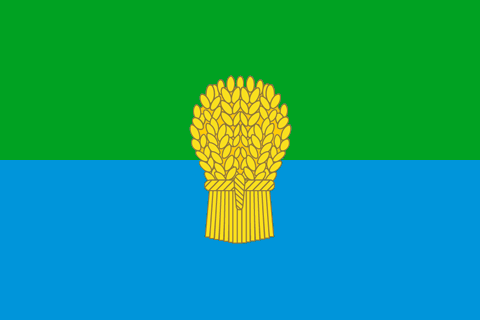
Syzranský rajón Poměr stran: 2:3
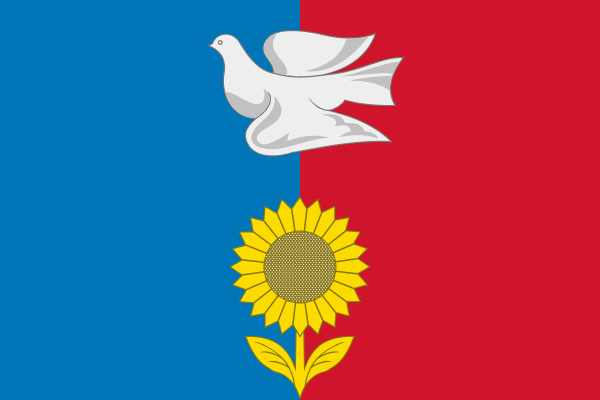
Chvorostjanský rajón Poměr stran: 2:3
Čelno-Veršinský rajón Poměr stran: 2:3
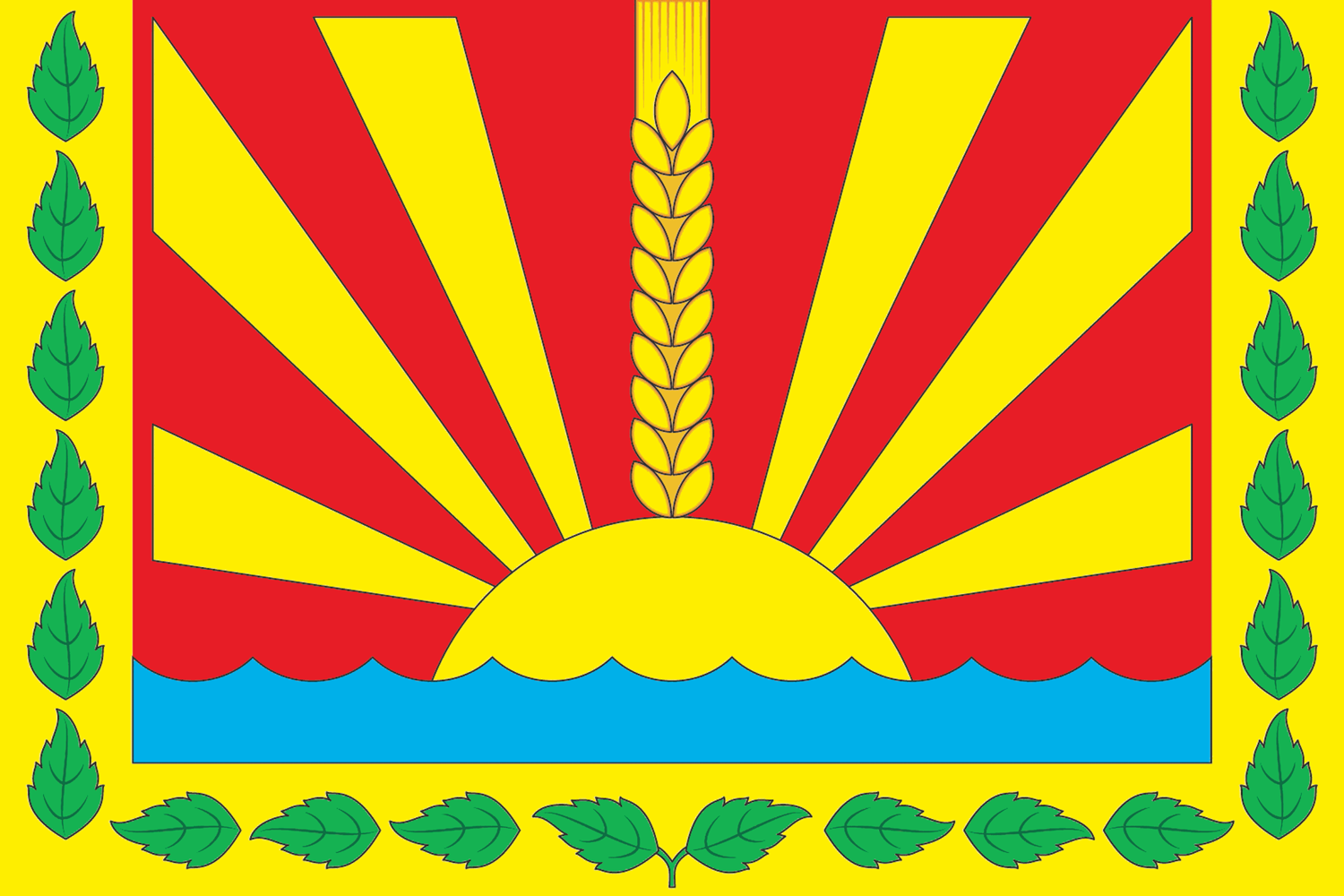
Šentalinský rajón Poměr stran: 2:3
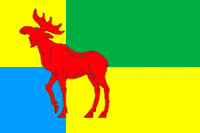
Šigonský rajón Poměr stran: 2:3